# 工化語言
工化語言（英語：Engineered language，簡作engilangs、engelangs）為人工語言的其中一個分支，目的測試或證明語言學假設的可行性。
至少分為三個子類：哲學語言（philosophical language，又作理想語言，ideal language）、邏輯語言（logical language）以及實驗語言（Experimental language）。

## 外部連結
- Garrett's Links to Logical Languages （页面存档备份，存于）
- Origin of the term "engelang" （页面存档备份，存于）, by And Rosta (CONLANG mailing list post, 19 July 2007)